# Супровід програмного забезпечення
Супроводження програмного забезпечення — процес покращення, оптимізації та виправлення дефектів у програмному забезпеченні після його вводу до експлуатації. Цей процес стандартизовано організацією ISO — ISO/IEC 14764
Супровід розглядається з точки зору задоволення вимог споживача у готовому ПЗ, коректності його виконання, процесів навчання й оперативного обліку його процесу.

## Історія
У зв'язку з вирішенням так званої проблеми 2000 року (пов’язаної з кодуванням дат у новому тисячолітті, зокрема, у двохсимвольному форматі) супроводження почало розглядатися, як важливіший процес, що здійснюють розробники. Після змін система має вирішувати ті самі задачі, а також мати план перенесення інформації в інші БД. Супровід відповідно до стандартів ISO/IEC 12207 і ISO/IEC 14764 проводиться з метою виконання і модифікації програмного продукту в процесі експлуатації за умови збереження його цілісності.

## Процес супроводження
Містить у собі моделі процесу супроводу і планування діяльності людей, що проводять запуск ПЗ, перевірку правильності його виконання і внесення в нього змін. Процес супроводження згідно з стандартом ISO/IEC 14764 проводиться шляхом:
- коригування, вдосконалення продукту для усунення виявлених помилок або нереалізованих задач;
- адаптація, підлаштування продукту до умов експлуатації, що змінилися, або в новому середовищі виконання;
- поліпшення, еволюційна зміна продукту для підвищення продуктивності або рівня супроводу;
- перевірка ПЗ, пошук і виправлення помилок при експлуатації системи.

Ключові питання супроводу ПЗ – це управлінські, вимірювальні і вартісні. Суть управлінських питань – контроль ПЗ при модифікації й удосконалюванні функцій і недопущення зниження продуктивності системи. Питання вимірювання  пов'язане з оцінкою характеристик системи після її модифікації, а також повторного тестування для оцінки показників якості. Вартісні питання пов'язані з оцінкою витрат на супровід залежно від його типу, кваліфікації персоналу, платформи й ін.
Техніка супроводу (цей розділ називають також еволюцією ПЗ). Відомий фахівець в області ПЗ Дж. Леман (1970 р.) запропонував розглядати супровід як еволюційну розробку програмних систем, оскільки здана в експлуатацію система не завжди цілком завершена, її треба змінювати протягом терміну експлуатації. Внаслідок змін система стає більш складною і погано керованою. У зв'язку з цим виникає проблема зменшення її складності. До технологій еволюції ПЗ відносять реінженерію, реверсну інженерію і рефакторинг.

## Основні концепції
Основні концепції – це базові визначення і термінологія, підходи до еволюції і супроводу ПЗ, до оцінки вартості супроводу тощо. До основних концепцій можна віднести ЖЦ ПЗ (стандарт ISO/IEC 12207) і складання документації. Головне призначення цієї області знань полягає у виконанні готової програмної системи, фіксації помилок, що виникають при виконанні, дослідженні їх причин, аналізі необхідності модифікації системи з метою усунення помилок, оцінці вартості робіт із проведення змін функцій і системи в цілому. Розглядаються проблеми, пов'язані з ускладненістю продукту при великій кількості змін, і методи її подолання.

## Види супроводу

### Реінженерія
Удосконалення застарілого ПЗ шляхом його реорганізації або реструктуризації, а також перепрограмування окремих елементів або настроювання параметрів на іншу платформу, середовище виконання зі збереженням зручності його супроводу.

### Реверсна інженерія
Полягає у відновленні специфікації (графів викликів, потоків даних і ін.) за отриманим кодом системи для її аналізу на більш високому рівні. Відновлюється ідентифікація компонентів і зв'язків між ними для забезпечення перепрограмування системи на нову платформу. Найчастіше реверсна інженерія застосовується після того, як у код ПЗ було внесено багато змін і воно стало некерованим або змінилася платформа комп'ютера.

### Рефакторинг
Реорганізація коду для поліпшення характеристик і показників якості об’єктно-орієнтованих і компонентних програм без зміни їх поведінки. Цей процес реалізується шляхом поступової зміни окремих операцій над текстами, інтерфейсами, середовищем програмування і виконання ПЗ, а також настроювання або внесення змін в інструментальні засоби підтримки ПЗ. Якщо при зміні зберігається формат існуючої системи, то рефакторинг – один з варіантів реверсної інженерії.